# Aldaz (Iza)
Aldaz de Echavacóiz (en euskera: Aldatz) es un lugar española considerada caserío de la Comunidad Foral de Navarra perteneciente al municipio de Iza. 
Está situado en la Merindad de Pamplona, en la comarca de Cuenca de Pamplona,  y a 11,1 km de la capital de la comunidad, Pamplona. Su población en 2014 fue de 1 habitante (INE).
Fue un lugar de señorío nobiliario conocido también con la denominación de Aldaz de Echavacóiz hasta la desaparición del Antiguo Régimen a principios del siglo XIX. Aldaz contó con 2 fuegos hidalgos en el año 1366, uno en 1553 y ninguno en 1646. Según aparece en el Libro del Rediezmo del año 1268, el lugar debía pagar una renta eclesiástica de 1 cahíz y medio de trigo y 3 sueldos y medio.
Su casco urbano se reduce a la Parroquia de San Esteban y al palacio, así como algún otro edificio de menor importancia.

## Geografía
La localidad de Aldaz está situada en la parte central del municipio de Iza. Su término tiene una superficie de 131,92 ha y limita al norte con el concejo de Erice, al este con el despoblado de Sarluz el cual pertenece al concejo de Sarasa, al Sureste con el concejo de Aldaba, al sur con el término de Ordériz, al Suroeste con el concejo de Áriz y al oeste con el de Ochovi.
Por la localidad discurre un arroyo que baja de Erice y continúa por Aldaba.

## Demografía
Aldaz figura en el nomenclátor de población de 1858 con 22 habitantes, 31 en el de 1887 (en unión con Echavacóiz), 8 en el de 1930, 17 en1940, 7 en el de 1950, 4 en el de 1960, 8 en el de 1970 y 7 en el de 1981.
A continuación se detalla la evolución de su población en los últimos 10 años:
| Gráfica de evolución demográfica de Aldaz entre 2000 y 2010 |
|                                                             |
| Datos según el nomenclátor publicado por el INE.            |

## Patrimonio

### Monumentos religiosos
La Parroquia de San Esteban, es un edificio protogótico formado por una sola nave con sacristía cuadrada y torre, cuya construcción data en torno al año 1200. Tiene muros de sillería y su bóveda aunque antaño debió ser de cañón la actual es plana y conformada de vigas de madera.
En su interior se conserva un retablo donde se representan escenas de la vida de San Esteban junto con otras de la infancia de Cristo y del Calvario.

### Monumentos civiles
El Palacio de Aldaz, es un edificio de planta rectangular y tres alturas cuya construcción data de la segunda mitad del siglo XV. 
El palacio no figura en las nóminas de cabo de armería.